# Eagle Kyowa
Eagle Kyowa, właśc. Den Junlaphan (ur. 4 grudnia 1978 w Phichit) – tajski bokser, były dwukrotny mistrz świata organizacji WBC w kategorii słomkowej (do 105 funtów).
Na zawodowym ringu zadebiutował w styczniu 2000 roku. Pięć pierwszych walk stoczył w Tajlandii, a od sierpnia 2001 roku prawie wszystkie jego pojedynki toczone były w Japonii.
10 stycznia 2004 roku, w swojej dwunastej walce, Kyowa pokonał jednogłośną decyzją na punkty Jose Antonio Aguirre, odbierając mu pas mistrzowski organizacji WBC. Tytuł stracił już w swojej drugiej obronie, z Isaakiem Bustosem, 18 grudnia 2004 roku. Kyowa w czwartej rundzie doznał urazu ramienia i walka musiała zostać przerwana.
6 sierpnia 2005 roku odzyskał tytuł mistrza świata WBC, pokonując na punkty wcześniejszego pogromcę Bustosa, Japończyka Katsunari Takayamę.
W 2006 roku trzy razy bronił mistrzowskiego pasa. Najpierw w styczniu pokonał przez techniczny nokaut w siódmej rundzie Kena Nakajimę. Cztery miesiące później odniósł pewne zwycięstwo na punkty nad niepokonanym wcześniej Filipińczykiem Rodelem Mayolem, który był liczony w finałowej rundzie. W ostatniej walce w 2006 roku był jednak bliski utraty mistrzowskiego pasa. W pojedynku z Lorenzo Trejo obaj pięściarze leżeli na deskach (Meksykanin w 3 rundzie, Kyowa dwukrotnie w 6). Kyowa zdołał wygrać z Trejo, mając u każdego z trójki sędziów przewagę zaledwie jednego punktu.
4 czerwca 2007 roku wygrał jednogłośnie na punkty z  Akirą Yaegashi. Kyowa dominował przez całą walkę. W dziesiątej rundzie posłał rywala na deski. Japończyk już w drugiej rundzie doznał złamania szczęki.
29 listopada 2007 roku ponownie stracił pas mistrzowski, przegrywając niespodziewanie na punkty z mało znanym wtedy rodakiem, Oleydongiem Sithsamerchaiem. Była to jego ostatnia walka w karierze.